# Geonoma simplicifrons
Geonoma simplicifrons är en enhjärtbladig växtart som beskrevs av Carl Ludwig von Willdenow. Geonoma simplicifrons ingår i släktet Geonoma och familjen Arecaceae. Inga underarter finns listade i Catalogue of Life.